# Ruzizifloden
Ruzizi (nogle gange stavet Rusizi, fransk: Rivière Ruzizi; hollandsk: Ruzizi Rivier) er en 117 km lang flod, der løber fra Kivusøen til Tanganyikasøen i Centralafrika, i en højde af, fra omkring 1.500 til omkring 770 moh. De stejleste fald forekommer over de første 40 km, hvor der er bygget dæmninger til vandkraft. Længere nedstrøms har Ruzizi-sletten, bunden af Western Rift Valley, blide bakker, og floden løber ud i Tanganyikasøen gennem et delta, med en eller to små kanaler, der deler sig fra hovedkanalen.
Ruzizi er en ung flod, der blev dannet for omkring 10.000 år siden, da vulkanisme forbundet med kontinentale geologiske bevægelser skabte Virungabjergene. Bjergene blokerede Kivus-søens tidligere udløb til Nilens afvandingsområde og tvang i stedet søen til at løbe sydpå ned af Ruzizi og Congos afvandingsområde.

## Flodens løb
Langs dens øvre løb, udgør floden en del af grænsen mellem Rwanda i øst med Den Demokratiske Republik Congo (DRC) mod vest.Længere nedstrøms udgør den en del af grænsen mellem DRC og Burundi, og dens nederste del ligger helt inde i Burundi. Mod vest tårner Fizi Baraka-bjergene sig over floden. The Bridge of Concord, Burundis længste bro, krydser floden nær dens udmunding. Ruzizi-flodens bifloder omfatter blandt andre Nyamagana, Muhira, Kaburantwa, Kagunuzi, Rubyiro og Ruhwa.
Ruzizifloden løber sydpå ud i Tanganyikasøen, og er en del af Congo-flodens øvre afvandingsområde. Britiske opdagelsesrejsende i det nittende århundrede, som Richard Francis Burton og John Hanning Speke, var usikre på Ruzizis strømretning, og troede, at den kunne løbe mod nord ud af søen mod Den Hvide Nil. Deres forskning og opfølgende udforskninger af David Livingstone og Henry Morton Stanley fastslog, at dette ikke var tilfældet. Ruzizi løber ud i Tanganyika-søen, som løber over i Lukugafloden omkring 120 km syd for Ujiji . Lukuga flyder mod vest i Lualabafloden, der er en stor biflod til Congo.

## Geologi
Den langsomme udtrækning af en tektonisk plade kaldes rifting, og har dannet det østafrikanske rift- system med dets mange bassiner og søer. Systemet, der ligger på grænsen mellem den afrikanske plade (den nubiske plade) og den somaliske plade, har to grene, begge orienteret nord – syd. Riftning i den vestlige gren, der kaldes Albertine Rift, begyndte for mellem 25 og 10 millioner år siden. Ruzizi-floden ligger langs den vestlige dal, som fra nord til syd omfatter søerne Albert, George, Edward, Kivu, Tanganyika, Rukwa, Malawi og andre.
Landhævning forbundet med riftningen ændrede forbindelserne mellem regionens vandområder. For omkring 13.000 til 9.000 år siden blokerede vulkansk aktivitet Kivus tidligere udløb til Nilens vandskel.  Vulkanismen skabte bjerge, herunder Virungas, som rejste sig mellem Kivusøen og Edwardsøen mod nord. Vandet fra Kivu-søen blev derefter tvunget sydpå ned ad Ruzizi, hvilket hævede niveauet i Tanganyika-søen, som løb over floden Lukuga.

## Vandkraft
Ruzizi I vandkraftværket blev bygget ved en 15 m høj dæmning ved Ruzizi-flodens udløb fra Kivu-søen i 1958. Ruzizi II vandkraftværket blev sat i drift i 1989.  Ruzizi I og II drives af et transnationalt selskab, mellem Burundi, Rwanda og Den Demokratiske Republik Congo, International Electricity Company of the Great Lakes Countries (en) og ejet af det økonomiske fællesskab i de store søers lande. Konsortiet planlægger yderligere to dæmninger, Ruzizi III og Ruzizi IV.

## Flora og fauna
Rørsumpe er almindelige langs den nederste hovedstrøm af floden og dens bifloder. I nærheden af mundingen er de sumpede vådområder op til 3 km bredt. Sumpenes samlede areal i Burundi er blevet anslået til 120 km2 med siv varierende fra 2 til 4 m i højden, afhængigt af graden af oversvømmelse. Beboerne bruger sivene til stråtækning og andre huslige formål. Længere fra floden består meget af den nedre ådal af græsarealer, der er stærkt græsset af kvæg.
En vidt omtalt menneskeædende krokodille, Gustave, strejfer langs bredden af Ruzizi-floden og Tanganyika-søens nordlige bred. Gustave, anslået til at være omkring 6 meter lang og til at veje omkring 900 kg, siges at have dræbt og spist mange mennesker. I filmen, der dokumenterer Gustave ("Capturing the Killer Croc"), udtaler fortælleren, at "I 1950'erne beboede bøfler, elefanter og vortesvin sletten, men de blev gradvist udryddet af mennesker. Den eneste overlevende blandt de store pattedyr har været flodhesten,som deler floden, i en urolig sameksistens, med Nilkrokodillerne."